# Minamoto no Yoritomo
 (juillet 2017).
Si vous disposez d'ouvrages ou d'articles de référence ou si vous connaissez des sites web de qualité traitant du thème abordé ici, merci de compléter l'article en donnant les références utiles à sa vérifiabilité et en les liant à la section « Notes et références ».
Minamoto no Yoritomo (源頼朝, 9 mai 1147-9 février 1199) est le fondateur et le premier shogun du shogunat de Kamakura au Japon. Il a dirigé de 1192 à 1199.

## Biographie

### De sa naissance à son exil (1147-1180)
Yoritomo est l’aîné des fils de Minamoto no Yoshitomo, l'héritier du clan Minamoto (Seiwa Genji), et de son épouse officielle Fujiwara no Saneori.
Yoritomo est né à Atsuta (Nagoya). À cette date, Minamoto no Tameyoshi (le grand-père de Yoritomo) est à la tête du clan. C’est alors qu’éclate la rébellion de Hōgen. Cette guerre civile commence à la mort de l’empereur Toba : Minamoto no Yoshitomo (fils de Tameyoshi) soutient le nouvel empereur Go-Shirakawa, fils de l’empereur Toba, alors que Minamoto no Tameyoshi prend le parti de l’empereur retiré Sutoku. En 1159, l’ex-empereur Sutoku est vaincu et mis aux arrêts, alors que Tameyoshi est exécuté malgré les demandes de clémence de Yoshitomo. Yoshitomo devient le chef du clan Minamoto.
Mais en 1160 commence la rébellion de Heiji. Taira no Kiyomori, chef du clan Taira, avec l'appui de Fujiwara no Nobuyori soutient un nouvel empereur, le fils de Go-Shirakawa, l'empereur Nijo, alors que Minamoto no Yoshitomo et les alliés Fujiwara no Tadamichi et Fujiwara no Michinori restent fidèles à l'empereur Go-Shirakawa. Malheureusement le clan Minamoto est mal préparé et le clan Taira prend rapidement le pouvoir à Kyoto : Fujiwara no Michinari et Fujiwara no Tadamichi sont exécutés alors que le palais de Go-Shirakawa est incendié.
Minamoto no Yoshitomo s’enfuit de la capitale juste avant l’arrivée de Taira mais est trahi et exécuté par un serviteur dans la province d'Owari.
Yoritomo n’est pas exécuté, à la demande d'Ikenozunni, la belle-mère de Kiyomori. Yoritomo prend donc la tête du clan ; il est exilé à Izu, dans la plaine de Kantō, qui est sous le contrôle du clan Hōjō. Minamoto no Noriyori, demi-frère de Yoritomo, part également en exil alors que Minamoto no Yoshitsune, un autre demi-frère, est forcé de rentrer au monastère. Tous les autres enfants héritiers du clan Minamoto sont exécutés.
Taira no Kiyomori et le clan Taira sont les chefs indiscutés du Japon.
En 1179, Yoritomo épouse Hōjō Masako, la fille de Tokimasa, le chef du clan Hōjō. À la même époque, il est informé des événements à Kyoto : la famine et la brutalité du clan Taira attisent la colère de la population. Pour Yoritomo, l’exil prend bientôt fin.

### Guerre de Genpei (1180-1185)

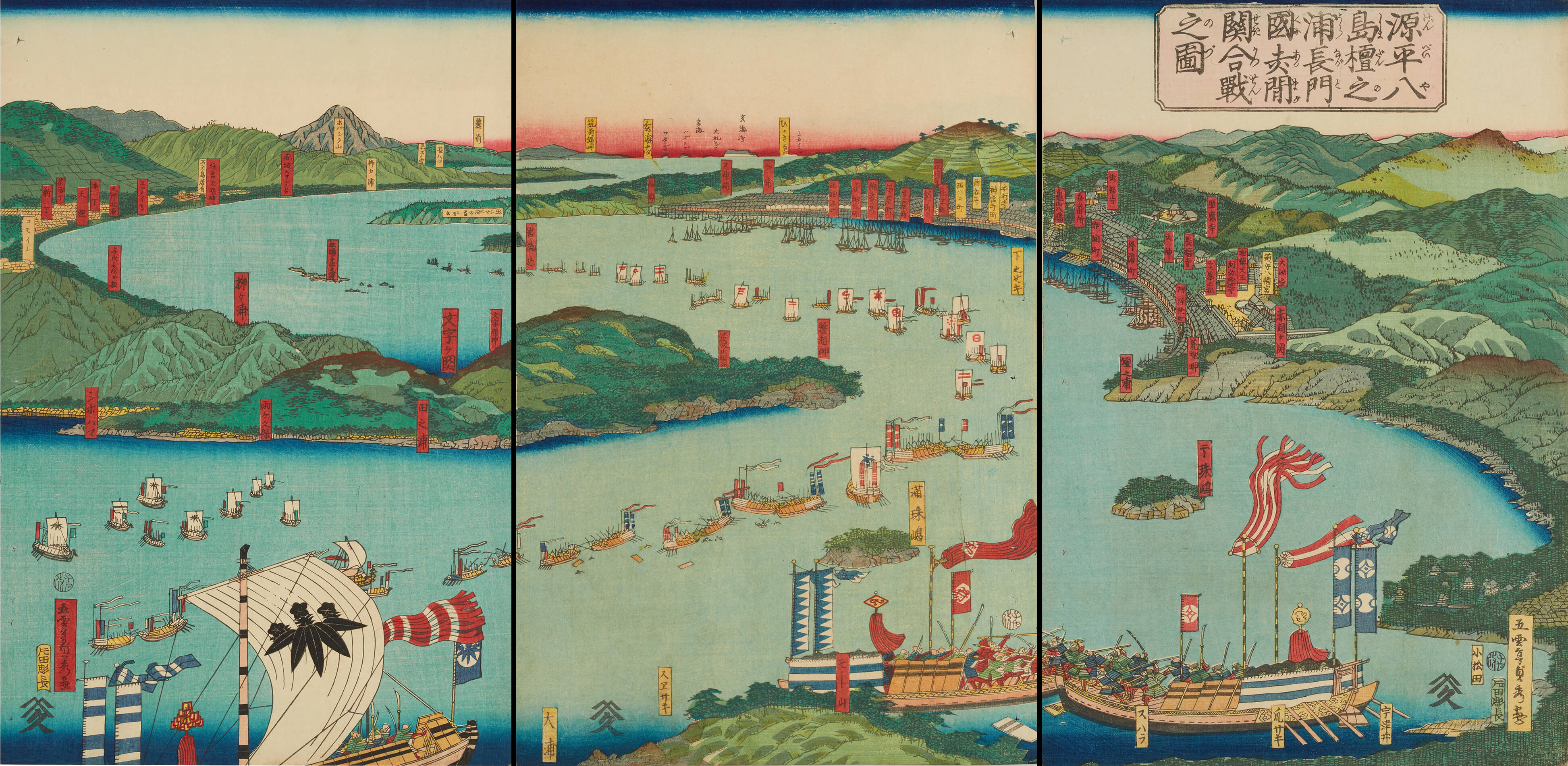
Bataille navale de Dan-no-Ura en 1185.

En 1180, la guerre de Genpei, de succession, éclate lorsque le clan Taira soutient l'empereur Antoku, neveu du fils de l'empereur Go-Shirakawa, le prince Mochihito. Humilié, le prince lance un appel à la rébellion au clan Minamoto.
Après la mort de Minamoto no Yorimasa et du prince Mochihito, Yoritomo décide de prendre les armes. Yoritomo est l’héritier légitime du clan Minamoto malgré les tentatives de conspiration de son oncle, Minamoto no Yukiie, et de son cousin Minamoto no Yoshinaka. De plus, Yoritomo bénéficie de l'aide financière du clan Hōjō (la famille de son épouse). Il a installé sa capitale dans l'est, à Kamakura dans la province de Suruga.
En 1181, Taira no Kiyomori meurt, le clan Taira est alors dirigé par Taira no Munemori. Munemori mène une politique plus agressive contre le clan Minamoto et attaque des bases des Minamoto à Kyoto. Heureusement, Yoritomo est protégé à Kamakura.
Ses demi-frères, Minamoto no Yoshitsune et Minamoto no Noriyori battent les Taira dans plusieurs batailles importantes mais ils ne peuvent empêcher Minamoto no Yoshinaka, le rival de Yoritomo, d'entrer dans Kyoto en 1183 et d’y chasser les Taira. Ceux-ci partent avec l'empereur Antoku, ainsi, quand les Minamoto entrent dans la capitale, désignent-ils le demi-frère d'Antoku, Go-Toba, comme nouvel empereur.
Lors de sa première grande bataille, Yoritomo est défait à Ishibashiyama. Il triomphe cependant de ses rivaux dans le clan et remporte une victoire décisive contre les Taira lors de la bataille de Dan-no-ura en 1185.

### Le premier shogunat (1185-1199)

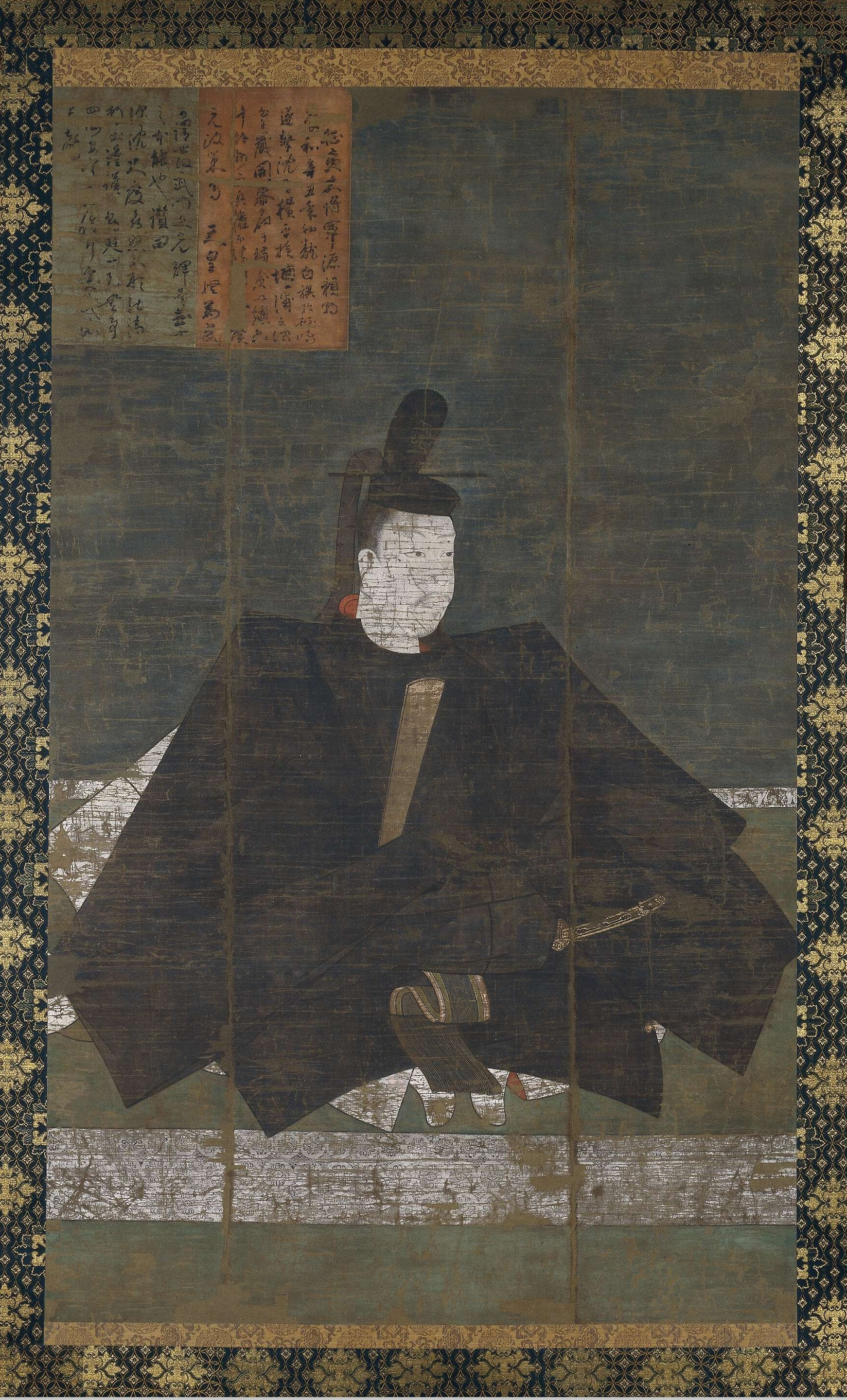
Peinture sur rouleau Minamoto no Yoritomo, fin du XIVe siècle

Yoritomo établit la suprématie de la caste guerrière des samouraïs et instaure le premier bakufu à Kamakura (Kamakura bakufu, 鎌倉幕府 ou shogunat Kamakura). Commence ainsi l'âge féodal du Japon, qui durera jusqu'au milieu du XIXe siècle. Yoritomo obtient le titre de shogun (seii-taishogun, « grand général qui pacifie les Barbares ») en 1192.
Après sa mort en 1199 des suites d'une chute de cheval, son beau-père Tokimasa Hōjō prend le titre de régent (shikken), instituant la domination du clan Hōjō sur le bakufu naissant. Le titre de shogun, quant à lui, passera par la suite à son fils aîné Yoriie en 1202, et deviendra dès lors héréditaire.